# Intervista
Intervista är en italiensk film från 1987 i regi av Federico Fellini. I rollerna ses bland andra regissören själv, Anita Ekberg och Marcello Mastroianni.